# Lycium cyathiformum
Lycium cyathiformum ist eine Pflanzenart aus der Gattung der Bocksdorne (Lycium) in der Familie der Nachtschattengewächse (Solanaceae).

## Beschreibung
Lycium cyathiformum ist ein aufrecht wachsender Strauch, der eine Wuchshöhe von bis zu 2 m erreicht. Die Laubblätter sind behaart und 11 bis 40 mm lang, sowie 7 bis 25 mm breit.
Die Blüten sind zwittrig und fünfzählig. Der Kelch ist glockenförmig bis röhrenförmig und behaart. Die Kelchröhre wird 3 bis 4 mm lang und ist mit 1 bis 1,5 mm langen Kelchzipfeln besetzt. Die Krone ist trichterförmig und violett gefärbt. Die Kronröhre wird 7 bis 10 mm lang, die Kronlappen 1,5 bis 2 mm. Die Staubfäden sind an den unteren 1,5 bis 3 mm der Basis behaart.
Die Frucht ist eine rote, kugelförmige Beere, die 7 mm lang und breit wird und per Fruchtknotenfach sieben bis zehn Samen enthält.

## Vorkommen
Die Art ist in Südamerika verbreitet und kommt dort in Argentinien in den Provinzen Jujuy und Salta sowie in Bolivien vor.

## Belege
- J.S. Miller und R.A. Levin: Lycium cyathiformum. In: Project Lycieae